# Donji Potočari
Donji Potočari (en serbe cyrillique : Доњи Поточари) est un village de Bosnie-Herzégovine. Il est situé dans la municipalité de Srebrenica et dans la république serbe de Bosnie. Selon les premiers résultats du recensement bosnien de 2013, il compte 809 habitants. C'est dans ce village qu'est situé le principal mémorial du massacre de Srebrenica.

## Démographie

### Évolution historique de la population dans la localité
| 1948 | 1953 | 1961 | 1971  | 1981  | 1991  | 2013 |
| ---- | ---- | ---- | ----- | ----- | ----- | ---- |
| -    | -    | -    | 1 410 | 1 714 | 1 147 | 809  |

|  |

### Communauté locale
En 1991, Donji Potočari faisait partie de la communauté locale de Potočari qui comptait 4 373 habitants, répartis de la manière suivante :